# Avanti Racing Team/Saison 2014
Dieser Artikel listet Erfolge und Fahrer des Radsportteams Avanti Racing Team in der Saison 2014 auf.

## Erfolge in der UCI Asia Tour
In der Saison 2014 gelangen dem Team nachstehende Erfolge in der UCI Asia Tour.
| Datum    | Rennen                      | Kat. | Sieger        |
| -------- | --------------------------- | ---- | ------------- |
| 13. Juni | 7. Etappe Tour de Singkarak | 2.2  | Brenton Jones |
| 15. Juni | 9. Etappe Tour de Singkarak | 2.2  | Brenton Jones |

## Erfolge in der UCI Oceania Tour
In der Saison 2014 gelangen dem Team nachstehende Erfolge in der UCI Oceania Tour.
| Datum      | Rennen                                           | Kat. | Sieger        |
| ---------- | ------------------------------------------------ | ---- | ------------- |
| 10. Januar | Neuseeländische Meisterschaft – Einzelzeitfahren | CN   | Taylor Gunman |
| 31. Januar | 2. Etappe New Zealand Cycle Classic              | 2.2  | Brenton Jones |

## Abgänge – Zugänge
| Zugänge                   | Team 2013                   | Abgänge           | Team 2014                   |
| ------------------------- | --------------------------- | ----------------- | --------------------------- |
| Mitchell Lovelock-Fay     | Christina Watches-Onfone    | Nathan Earle      | Team Sky                    |
| Mark O’Brien              | Team Raleigh                | Jai Crawford      | Drapac Professional Cycling |
| Taylor Gunman             | Terra Footwear-Bicycle Line | Patrick Shaw      | Satalyst Giant Racing Team  |
| Scott Law                 | An Post-Sean Kelly (2012)   | Alex Clements     | Unbekannt                   |
| Luke Fetch                | Neoprofi                    | Jonathan Lovelock | Unbekannt                   |
| Neil Van der Ploeg        | Neoprofi                    | Kane Walker       | Unbekannt                   |
| Matthew Clark (ab 1. Mai) |                             |                   |                             |

## Mannschaft
| Name                  | Geburtstag         | Nationalität |
| --------------------- | ------------------ | ------------ |
| Jack Beckinsale       | 27. Mai 1993       | Australien   |
| Matthew Clark         | 31. Juli 1991      | Australien   |
| Joseph Cooper         | 27. Dezember 1985  | Neuseeland   |
| Sam Davis             | 20. August 1991    | Australien   |
| Aaron Donnelly        | 27. Februar 1991   | Australien   |
| Benjamin Dyball       | 20. April 1989     | Australien   |
| Luke Fetch            | 6. Juli 1990       | Australien   |
| Campbell Flakemore    | 6. August 1992     | Australien   |
| Anthony Giacoppo      | 13. Mai 1986       | Australien   |
| Taylor Gunman         | 14. März 1991      | Neuseeland   |
| Jack Haig             | 6. September 1993  | Australien   |
| Brenton Jones         | 12. Dezember 1991  | Australien   |
| Scott Law             | 9. März 1991       | Australien   |
| Mitchell Lovelock-Fay | 12. Januar 1992    | Australien   |
| Mark O’Brien          | 16. September 1987 | Australien   |
| Thomas Robinson       | 30. November 1989  | Australien   |
| Neil Van der Ploeg    | 23. September 1987 | Australien   |